# Cesare Pasini
Monsignor Cesare Pasini (Milano, 3 febbraio 1950) è un presbitero e bibliotecario italiano, dal 14 febbraio 2023 prefetto emerito della Biblioteca apostolica vaticana.

## Biografia

### Formazione e ministero sacerdotale
Nato a Milano il 3 febbraio 1950, ha compiuto gli studi in preparazione al sacerdozio, a partire dal ginnasio, presso il seminario arcivescovile di Milano. L'8 giugno 1974 è stato ordinato presbitero, nella cattedrale di Milano, dal cardinale Giovanni Colombo.
Dal 1974 al 1977 ha studiato presso il Pontificio istituto orientale. Si è laureato in Scienze Ecclesiastiche il 15 giugno 1979 e ha iniziato a insegnare patrologia presso la sede di Saronno del seminario arcivescovile di Milano. Il 5 settembre 1986 è stato nominato dottore incaricato della Biblioteca Ambrosiana, assumendo nel 1991 la carica di dottore presso il medesimo istituto; dal 1995 al 2007 ha ricoperto il ruolo di vice-prefetto (era prefetto l'allora monsignor Gianfranco Ravasi, poi cardinale).
Il 25 giugno 2007 papa Benedetto XVI lo ha nominato prefetto della Biblioteca apostolica vaticana; è succeduto al vescovo Raffaele Farina, nominato archivista e bibliotecario di Santa Romana Chiesa.
Il 30 gennaio 2020 ha ricevuto da papa Francesco il titolo onorifico di protonotario apostolico soprannumerario.
Il suo lavoro presso la Santa Sede è accompagnato dalla produzione di scritti a tema teologico e biblioteconomico.
Il 14 febbraio 2023 gli è succeduto nell'incarico di prefetto della Biblioteca apostolica vaticana il presbitero salesiano Mauro Mantovani.

### Attività di ricerca
Stimato filologo e studioso di agiografia, ha studiato la vita premetafrastica di Sant'Ambrogio, curandone anche l'edizione critica (1983), la figura di Sant'Ambrogio nell'oriente bizantino (1981) e l'innografia ambrosiana a Bisanzio (1983, 1984, 1985, 1988). Ha pubblicato in edizione critica la vita di Sạn Filippo d'Agira nella versione attribuita al monaco Eusebio (1981) e in quella falsamente attribuita ad Atanasio (1999). Ha scoperto e pubblicato nuove opere o frammenti di opere di carattere patristico o teologico dai manoscritti ambrosiani.
Negli anni di servizio presso la Biblioteca Ambrosiana, si è dedicato allo studio del fondo manoscritto dell'istituzione, specialmente dei manoscritti greci, pubblicando una serie di aggiornamenti, correzioni e integrazioni al catalogo curato da Emidio Martini e Domenico Bassi (1989-1994, 1997) e un inventario agiografico dei manoscritti ambrosiani (2003), occupandosi inoltre delle biblioteche religiose lombarde. Prima di assumere il servizio presso la Biblioteca Apostolica Vaticana, ha concluso e pubblicato la bibliografia completa dei manoscritti greci della Biblioteca Ambrosiana dal 1857 al 2006 (2007). Assieme a Massimo Rodella (Biblioteca Ambrosiana) ha studiato e pubblicato il carteggio tra il sacerdote Antonio Maria Ceriani (Prefetto dell'Ambrosiana 1870-1907) e il cardinale Giovanni Mercati (2019).

## Pubblicazioni
- Vita di S. Filippo d'Agira attribuita al monaco Eusebio, Roma, Pontificium Institutum Orientalium Studiorum, 1981, SBN SBL0316912. (introduzione, edizione critica, traduzione e note)
- Le fonti greche su sant'Ambrogio, Milano, Biblioteca Ambrosiana, 1990, ISBN 8831191845, SBN CFI0288910.
- Ambrogio di Milano. Azione e pensiero di un vescovo, Cinisello Balsamo, San Paolo, 1996, ISBN 8821533034, SBN LO10414452.
- Inventario agiografico dei manoscritti greci dell'Ambrosiana, Bruxelles, Société des Bollandistes, 2003, ISBN 2873650141, SBN TO01271771.
- Bibliografia dei manoscritti greci dell'Ambrosiana, Milano, Vita e Pensiero, 2007, ISBN 9788834314234, SBN LO11108934.